# Carex hakonensis
Carex hakonensis är en halvgräsart som beskrevs av Adrien René Franchet och Paul Amédée Ludovic Savatier. Carex hakonensis ingår i släktet starrar, och familjen halvgräs. Inga underarter finns listade i Catalogue of Life.